# Monoklien kristalstelsel
Een monoklien kristalstelsel is een bepaald type kristalstelsel dat een tweevoudige symmetrie bezit. Monoklien komt uit het Grieks: μόνος, monos betekent enkel en κλίνειν, klinein betekent hellen, samen dus: 'hellen naar één kant'. Wanneer men een monoklien kristal 360° draait, dan ziet men twee keer hetzelfde beeld. Er zijn in een monoklien stelsel twee kristallografische assen die elkaar onder een hoek kruisen die verschilt van 90°. De derde as staat loodrecht op deze twee assen, dus ook loodrecht op het vlak waarin de andere twee assen liggen. Alle assen hebben een verschillende lengte. Met een formule weergegeven: {\displaystyle a\neq b\neq c}. De formule voor de hoeken waaronder de assen elkaar snijden wordt als volgt weergegeven: {\displaystyle \alpha =\gamma =90^{\circ }} maar {\displaystyle \beta \neq 90^{\circ }}.
Monokliene kristallen kunnen de vorm van pinakoïden of prisma's hebben. Deze vormen staan als de open vormen bekend, omdat ze niet zelfstandig als een compleet meetkundig lichaam kunnen voorkomen. Ze kunnen alleen in combinatie met andere vormen een kristal vormen. Er zijn twee monokliene bravaistralies met samen drie puntgroepen: m, 2 en 2/m.
| Primitief monoklien | Monoklien grondvlakgecentreerd |
|                     |                                |

## Mineralen met een monoklien kristalstelsel
De nummering heeft geen officiële waarde. Er staan in deze tabel alleen mineralen, die zijn ontstaan doordat zouten zich in een kristalrooster hebben afgezet. Groepen mineralen, zoals veldspaten, worden dus niet genoemd. 
1. Acanthiet
2. Actinoliet
3. Admontiet
4. Aegirien
5. Aeriniet
6. Afwilliet
7. Aikiniet
8. Alamosiet
9. Allaniet
10. Aluminiet
11. Annabergiet
12. Antigoriet
13. Arsenopyriet
14. Augiet
15. Aurichalciet
16. Azuriet
17. Baddeleyiet
18. Bannisteriet
19. Bismiet
20. Biotiet
21. Borax
22. Brewsteriet
23. Celadoniet
24. Chalcociet
25. Chamosiet
26. Chapmaniet
27. Clinochloor
28. Clinoptiloliet
29. Clintoniet
30. Cookeiet
31. Dickiet
32. Diopsied
33. Donbassiet
34. Dozyiet
35. Erytriet
36. Esseneiet
37. Flogopiet
38. Fraipontiet
39. Gips
40. Gismondien
41. Halloysiet
42. Hedenbergiet
43. Hemimorfiet
44. Heulandiet
45. Hisingeriet
46. Hübneriet
47. Hydromagnesiet
48. Illiet
49. Jadeiet
50. Jervisiet
51. Johannseniet
52. Kanoiet
53. Kasoliet
54. Kosmochloor
55. Laumontiet
56. Lazuliet
57. Leadhilliet
58. Lepidoliet
59. Malachiet
60. Manganiet
61. Mesoliet
62. Mica
63. Montmorilloniet
64. Muscoviet
65. Nacriet
66. Namansiliet
67. Natalyiet
68. Nefriet
69. Nimiet
70. Nontroniet
71. Odiniet
72. Omfaciet
73. Orthoklaas
74. Palygorskiet
75. Paragoniet
76. Pennantiet
77. Petaliet
78. Petedunniet
79. Pigeoniet
80. Roscoeliet
81. Saponiet
82. Sauconiet
83. Scoleciet
84. Seleniet
85. Spodumeen
86. Stauroliet
87. Stilbiet
88. Sudoiet
89. Tetrachloormethaan
90. Titaniet
91. Uranofaan
92. Vermiculiet
93. Vivianiet
94. Wolframiet
95. Zinnwaldiet

## Mineralen
- Lijst van mineralen

triklien · monoklien · orthorombisch · tetragonaal · trigonaal · hexagonaal · kubisch